# 冷市镇
冷市镇，是中华人民共和国湖南省益阳市安化县下辖的一个乡镇级行政单位。

## 行政区划
冷市镇下辖以下地区：
曲江社区、冷家嘴社区、南华村、文昌村、三洲村、马桥村、大桥水村、董家村、梁家村、胡家村、陶竹村、河丘村、东庄坪村、白玉溪村、新九村、家兴村、金湖村、高桥村、金阳村、石家村、大苍村和琶栗村。